# Memo (macOS)
Memo è un'applicazione sviluppata dalla Apple Inc. per il sistema operativo macOS. Essa crea dei post-it sullo schermo, nei quali l'utente può scrivere vari promemoria o note. Non bisogna confondere Memo con Note o Promemoria, applicazioni differenti di macOS.

## Storia
Nel 1994, la prima versione di Memo è stata creata dal dipendente di Apple Jens Aflke, inclusa in System 7.5. Apple aveva pianificato di comprargli l'applicazione, ma poi si resero conto che la possedevano già legalmente nel rispetto dei termini dell'impiego.
Durante il passaggio a Mac OS X, Memo è stato riscritto in Cocoa.
Una versione con meno funzionalità di Memo è inclusa come widget nella Dashboard da Mac OS X Tiger.

## Funzionalità
L'applicazione permette di scrivere appunti in post-it posizionati sullo schermo del Mac. È possibile colorare i vari post-it, modificare il font di scrittura, organizzarli per colore, contenuto, data o posizione sullo schermo e renderli trasparenti.